# Krasnoslobodsk (Oblast' di Volgograd)
Krasnoslobodsk (in russo Краснослободск?) è una città dell'oblast' di Volgograd, in Russia. Si trova nel Sredneachtubinskij rajon e fa parte dell'agglomerato urbano di Volgograd.
È situata sulla riva sinistra del fiume Volga, di fronte al quartiere centrale di Volgograd.